# Rafael Arévalo Martínez
Rafael Arévalo Martínez (* 25. Juli 1884 in Guatemala-Stadt oder Quetzaltenango; † 12. Juni 1975 ebenda) war ein guatemaltekischer Novellist, Essayist, Dichter und Vertreter der Generación de 1910 bzw. del Cometa. Zudem lehrte er als Professor für Castellano und leitete 18 Jahre lang die guatemaltekische Nationalbibliothek.

## Biografie
Arévalo besuchte zunächst eine koedukative Schule namens Escuela Mixta de doña Concepción Aguilar, danach das Colegio de don Luis Castellanos und  später das Colegio de San José de los Infantes. 1913 gründete er die Zeitschrift „Juan Chapín“, benannt nach dem Schriftsteller. Als sein bekanntestes Werk gilt El Hombre que parecía un Caballo, das er erstmals 1915 veröffentlichte und lange Jahre als die bekannteste lateinamerikanische Kurzgeschichte galt. Ende der 1920er-Jahre wurde er Direktor der Nationalbibliothek und hatte diese Funktion inne, bis er 1946 zum guatemaltekischen Vertreter in der Panamerikanische Union (heute Organisation Amerikanischer Staaten) ernannt wurde.
Arévalo, der als politischer und literarischer Gegenspieler von Miguel Ángel Asturias galt, wurde unter anderem mit dem Großkreuz des nicaraguanischen „Rubén Darío“-Ordens und dem guatemaltekischen Quetzal-Orden ausgezeichnet.